# Fernando Verdasco
Fernando Verdasco Carmona (* 15. November 1983 in Madrid) ist ein ehemaliger spanischer Tennisspieler.
Im Laufe seiner Karriere gewann er sieben Einzeltitel: ein Turnier der ATP Tour 500 sowie sechs Turniere der ATP Tour 250. Sein bestes Abschneiden bei einem Grand-Slam-Turnier war 2009 das Erreichen des Halbfinals der Australian Open, das er gegen Rafael Nadal in einem der längsten Matches der Turniergeschichte verlor. 2009 und 2010 stand Verdasco im Viertelfinale der US Open. Einmal konnte er ein Finale bei einem Masters erreichen – 2010 in Monte Carlo. Im April 2009 stand er mit Rang sieben auf seiner höchsten Platzierung in der Einzel-Weltrangliste. Von 2004 bis 2019 gehörte er durchgehend zu den Top 50 der Weltrangliste am Jahresende.
Im Doppel gewann er mit David Marrero sieben Titel, der größte Erfolg davon war der Sieg bei der ATP-Weltmeisterschaft 2013. Sein Karrierehoch in der Doppel-Weltrangliste war Platz 8.

## Karriere

### Bis 2003: Anfänge
Verdasco begann im Alter von vier Jahren mit dem Tennisspielen. Mit seinem Vater José, der zusammen mit der Mutter Olga in Madrid ein Restaurant betreibt, spielte er auf den hauseigenen Hartplätzen. Mit acht Jahren stand ihm zum Trainieren bereits ein Vollzeitcoach zur Verfügung. Mit 15 Jahren erspielte er sich seinen ersten ATP-Weltranglistenpunkt und mit 17 wurde er Profi. Auf der ITF Junior Tour spielte Verdasco nur 2001 das Turnier in Roland Garros, wo er im Doppel das Halbfinale erreichen konnte. Seine beste Platzierung erreichte er danach mit Rang 196.

### 2004–2008: Regelmäßige ATP-Turniere und erste Titel
Verdasco erreichte 2004 sein erstes ATP-Finale in Acapulco, in dem er seinem Landsmann Carlos Moyá mit 3:6, 0:6 unterlag. Noch im selben Jahr gewann er seinen ersten Doppeltitel auf der Tour. Mit Feliciano López besiegte er im Endspiel von Stockholm die Australier Wayne Arthurs und Paul Hanley mit 6:4, 6:4. Im Oktober 2004 folgte auch der erste Einzeltitel, als er das Finale der Valencia Open gegen seinen Landsmann Albert Montañés mit 7:6, 6:3 gewann.
2005 stand Verdasco bei den Generali Open in seinem dritten ATP-Finale, in dem er gegen Gastón Gaudio mit 6:2, 2:6, 4:6, 4:6 den Kürzeren zog. 2006 kam er in Wimbledon ins Achtelfinale, das er gegen Radek Štěpánek in fünf Sätzen verlor. Bei den French Open 2007 unterlag er Novak Đoković ebenfalls im Achtelfinale. 2008 gewann er bei den Croatia Open seinen zweiten ATP-Titel; er setzte sich im Endspiel gegen Igor Andrejew mit 3:6, 6:4 und 7:6 durch.

### 2009–2010: Erfolgreichste Jahre im Einzel
Bei seinem ersten ATP-Turnier im Jahr 2009 in Brisbane erreichte Verdasco erneut das Finale, scheiterte allerdings mit 6:3, 3:6, 4:6 erneut an Štěpánek. Bei den Australian Open hatte er im Achtelfinale Andy Murray in fünf und im Viertelfinale Jo-Wilfried Tsonga in vier Sätzen bezwungen, im Halbfinale kam es zum Aufeinandertreffen mit Rafael Nadal. Die Begegnung, die Nadal nach einem Doppelfehler von Verdasco mit 7:6, 4:6, 6:7, 7:6, 4:6 gewann, war mit 5:14 Stunden die zweitlängste in der Turniergeschichte. Zugleich war die Halbfinalteilnahme für Verdasco sein bestes Abschneiden bei einem Grand-Slam-Turnier. Damit rückte er mit Platz 9 in die Top Ten der Weltrangliste vor, wo er sich die folgenden gut zwei Jahre lang durchgehend halten konnte.
Zwischen Ende März und Anfang Mai 2009 kam Verdasco bei allen fünf Masters-Turnieren ins Viertelfinale. Geschlagen geben musste er sich dabei nur den „Big Four“: Er verlor je einmal gegen Federer (Indian Wells), Murray (Miami) und Đoković (Monte-Carlo) sowie zweimal gegen Nadal (Rom und Madrid). Bei den French Open sowie in Wimbledon erreichte er jeweils das Achtelfinale. Seinen dritten Turniersieg feierte er in New Haven Ende August unmittelbar vor den US Open, bei denen er im Viertelfinale Novak Đoković in vier Sätzen unterlag. Zum Ende der Saison war Verdasco zum einzigen Mal in seiner Karriere für die ATP World Tour Finals qualifiziert, wo er in der Vorrunde allerdings alle seine drei Spiele verlor.
Bei den Australian Open unterlag Verdasco im Achtelfinale in einem langen Fünfsatzmatch Nikolai Dawydenko. Bei seinem nächsten Turnier in San José sicherte er sich seinen vierten Einzeltitel, indem er den topgesetzten Andy Roddick im Endspiel mit 3:6, 6:4 und 6:4 besiegte. Auch die europäische Sandplatzsaison begann positiv für ihn, als er in Monte Carlo nach einem Halbfinalsieg gegen Novak Đoković erstmals das Finale eines Masters-Turniers erreichte. Dort bekam er von Titelverteidiger Nadal beim 6:0 und 6:1 allerdings deutlich die Grenzen aufgezeigt. Beim nächsten Turnier in Barcelona gewann Verdasco seinen zweiten Saisontitel, als er Robin Söderling im Finale mit 6:3, 4:6 und 6:3 besiegte. Beim Masters in Rom erreichte er das Halbfinale, wo er in zwei Sätzen David Ferrer unterlag. In Nizza kam er bis ins Finale, wo er gegen Richard Gasquet verlor. Bei den French Open kam er zum vierten Mal in Folge ins Achtelfinale. In Wimbledon verlor er in der ersten Runde gegen Fabio Fognini, konnte diesen bei den US Open in der ersten Runde aber schlagen und kam wie im Vorjahr ins Viertelfinale. Dort verlor er in drei Sätzen gegen den späteren Turniersieger Nadal, die fünfte Niederlage gegen seinen Landsmann innerhalb von gut anderthalb Jahren.

### Seit 2011: Solider Einzelspieler und Erfolge im Doppel
Im Jahr 2011 stand Verdasco im Einzel in insgesamt drei 250er-Finals, konnte aber keines davon gewinnen und blieb somit erstmals seit 2007 ohne Titel. In den Folgejahren entwickelte er sich im Einzel zu einem soliden Spieler auf der ATP-Tour, der immer noch Erfolge hatte, jedoch nicht mehr in der Häufigkeit wie in seinen beiden erfolgreichsten Saisons 2009 und 2010. Er gewann 2014 sowie 2016 noch zwei ATP-250er-Turniere und stand über die Jahre hinweg im Finale weiterer zwei 250er- sowie von drei 500er-Turnieren. Nachdem er an den Viertelfinaleinzug beim Madrid Masters 2012 einige Jahre nicht mehr anknüpfen konnte, gelang ihm das gleiche Ergebnis nochmals 2017 in Paris sowie 2019 in Rom. Neben einigen Achtelfinals bei Grand-Slam-Turnieren kam er 2013 in Wimbledon noch einmal ins Viertelfinale. Nach zwei gewonnenen Sätzen zu Beginn unterlag er dort noch in fünf Sätzen dem späteren Turniersieger Andy Murray.
Mit seinem Partner David Marrero konnte Verdasco ab 2012 einige große Erfolge im Doppel feiern. Zwischen Februar und Juli 2012 gewannen sie gemeinsam zwei 250er- und zwei 500er-Turniere und standen im gleichen Jahr im Finale eines weiteren 500er-Turniers. Noch erfolgreicher verlief das Jahr 2013, in dem die beiden Spanier das Viertelfinale bei den Australian Open und den French Open erreichten. Außerdem standen sie im Finale des Masters von Shanghai, im Halbfinale der Masters von Monte-Carlo sowie Madrid und konnten das 250er-Turnier von St. Petersburg gewinnen. Durch diese Ergebnisse waren sie als Sechstplatzierte für die ATP World Tour Finals in London qualifiziert, die sie im Finale gegen die top-platzierten Brüder Bob und Mike Bryan gewinnen konnten. Auch im Jahr 2014 konnten die beiden Spanier bei den US Open das Viertelfinale eines Grand-Slam-Turniers erreichen und standen erneut im Halbfinale des Masters von Madrid. Seinen größten Erfolg im Doppel auf Grand-Slam-Ebene hatte Verdasco hingegen mit einem anderen Partner: 2017 erreichte er mit Nenad Zimonjić bei den French Open das Halbfinale. Mit seinem langjährigen Partner Marrero gewann Verdasco danach sein bisher letztes Turnier, als sie im Februar 2018 als Lucky Loser das 500er-Turnier von Rio de Janeiro für sich entschieden. Mit Philipp Kohlschreiber erreichte Verdasco 2018 in Cincinnati nochmals das Halbfinale eines Masters. 
2019 erreichte er im Einzel der Wimbledon Championships zuletzt das Achtelfinale eines Grand-Slam-Turniers. Nach der durch die COVID-19-Pandemie stark verkürzten Saison 2020 gehörte Verdasco zum 17. und letzten Mal zu den Top 100 der Weltrangliste am Jahresende. In der ersten Runde des Turniers in Sofia gelang ihm 2022 mit einem Sieg gegen Nikolos Bassilaschwili letztmals ein Erfolg über einen Spieler aus den Top 50.
Verdasco wurde Ende 2022 wegen eines Verstoßes gegen die Dopingbestimmungen für zwei Monate mit Ablauf am 8. Januar 2023 gesperrt, da er es versäumt hatte, eine Ausnahmegenehmigung verlängern zu lassen und bei einem Challengerturnier in Rio de Janeiro positiv auf den entsprechenden Wirkstoff getestet wurde. Nach Ablauf der Sperre nahm Verdasco 2023 noch an mehreren Einzelturnieren der ATP Challenger Tour, sowie einzelnen ATP Tour 250- und 500-Turnieren teil, konnte jedoch nicht mehr an frühere Erfolge anknüpfen. Sein letzter Sieg gelang ihm beim Challenger-Turnier in Segovia gegen Ričardas Berankis. Sein letztes Einzel bestritt er im Alter von 40 Jahren im September 2023 bei der Copa Sevilla, wo er in der ersten Runde gegen Hugo Gaston ausschied.
Am 14. Februar 2025 gab Verdasco bekannt, nach dem Turnier in Doha seine Karriere beenden zu wollen. Er trat dort im Doppel mit Novak Đoković an und erreichte das Viertelfinale.

## Erfolge
| Legende (Siege in Klammern)                          |
| Grand Slam                                           |
| Tennis Masters Cup ATP World Tour Finals (1)         |
| ATP Masters Series ATP World Tour Masters 1000       |
| ATP International Series Gold ATP World Tour 500 (4) |
| ATP International Series ATP World Tour 250 (10)     |
| ATP Challenger Tour (2)                              |

| Titel nach Belag |
| Hartplatz (5)    |
| Sand (10)        |
| Rasen (0)        |

### Einzel

#### Turniersiege

##### ATP World Tour
| Nr. | Datum            | Turnier   | Belag         | Finalgegner     | Ergebnis       |
| --- | ---------------- | --------- | ------------- | --------------- | -------------- |
| 1.  | 12. April 2004   | Valencia  | Sand          | Albert Montañés | 7:65, 6:3      |
| 2.  | 20. Juli 2008    | Umag      | Sand          | Igor Andrejew   | 3:6, 6:4, 7:64 |
| 3.  | 29. August 2009  | New Haven | Hartplatz     | Sam Querrey     | 6:4, 7:66      |
| 4.  | 14. Februar 2010 | San José  | Hartplatz (i) | Andy Roddick    | 3:6, 6:4, 6:4  |
| 5.  | 25. April 2010   | Barcelona | Sand          | Robin Söderling | 6:3, 4:6, 6:3  |
| 6.  | 13. April 2014   | Houston   | Sand          | Nicolás Almagro | 6:3, 7:64      |
| 7.  | 25. April 2016   | Bukarest  | Sand          | Lucas Pouille   | 6:3, 6:2       |

#### Finalteilnahmen
| Nr. | Datum            | Turnier        | Belag         | Finalgegner           | Ergebnis           |
| --- | ---------------- | -------------- | ------------- | --------------------- | ------------------ |
| 1.  | 7. März 2004     | Acapulco (1)   | Sand          | Carlos Moyá           | 3:6, 0:6           |
| 2.  | 30. Juli 2005    | Kitzbühel      | Sand          | Gastón Gaudio         | 6:2, 2:6, 4:6, 4:6 |
| 3.  | 27. Oktober 2007 | St. Petersburg | Hartplatz (i) | Andy Murray           | 2:6, 3:6           |
| 4.  | 22. Juni 2008    | Nottingham     | Rasen         | Ivo Karlović          | 5:7, 7:64, 6:78    |
| 5.  | 5. Januar 2009   | Brisbane       | Hartplatz     | Radek Štěpánek        | 6:3, 3:6, 4:6      |
| 6.  | 4. Oktober 2009  | Kuala Lumpur   | Hartplatz (i) | Nikolai Dawydenko     | 4:6, 5:7           |
| 7.  | 18. April 2010   | Monte Carlo    | Sand          | Rafael Nadal          | 0:6, 1:6           |
| 8.  | 22. Mai 2010     | Nizza          | Sand          | Richard Gasquet       | 3:6, 7:5, 6:75     |
| 9.  | 13. Februar 2011 | San José       | Hartplatz (i) | Milos Raonic          | 6:76, 6:75         |
| 10  | 1. Mai 2011      | Estoril        | Sand          | Juan Martín del Potro | 2:6, 2:6           |
| 11. | 31. Juli 2011    | Gstaad         | Sand          | Marcel Granollers     | 4:6, 6:3, 3:6      |
| 12. | 3. März 2012     | Acapulco (2)   | Sand          | David Ferrer          | 1:6, 2:6           |
| 13. | 14. Juli 2013    | Båstad (1)     | Sand          | Carlos Berlocq        | 5:7, 1:6           |
| 14. | 17. Juli 2016    | Båstad (2)     | Sand          | Albert Ramos Viñolas  | 3:6, 4:6           |
| 15. | 4. März 2017     | Dubai          | Hartplatz     | Andy Murray           | 3:6, 2:6           |
| 16. | 25. Februar 2018 | Rio de Janeiro | Sand          | Diego Schwartzman     | 2:6, 3:6           |

##### ATP Challenger Tour
| Nr. | Datum          | Turnier   | Belag     | Finalgegner          | Ergebnis       |
| --- | -------------- | --------- | --------- | -------------------- | -------------- |
| 1.  | 5. August 2007 | Segovia   | Hartplatz | Alun Jones           | 6:2, 6:4       |
| 2.  | 12. März 2022  | Monterrey | Hartplatz | Prajnesh Gunneswaran | 4:6, 6:3, 7:63 |

### Doppel

#### Turniersiege
| Nr. | Datum              | Turnier        | Belag         | Partner         | Finalgegner                                    | Ergebnis          |
| --- | ------------------ | -------------- | ------------- | --------------- | ---------------------------------------------- | ----------------- |
| 1.  | 1. November 2004   | Stockholm      | Hartplatz (i) | Feliciano López | Wayne Arthurs Paul Hanley                      | 6:4, 6:4          |
| 2.  | 26. Februar 2012   | Buenos Aires   | Sand          | David Marrero   | Michal Mertiňák André Sá                       | 6:4, 6:4          |
| 3.  | 3. März 2012       | Acapulco       | Sand          | David Marrero   | Marcel Granollers Marc López                   | 6:3, 6:4          |
| 4.  | 14. Juli 2012      | Umag           | Sand          | David Marrero   | Marcel Granollers Marc López                   | 6:3, 7:64         |
| 5.  | 22. Juli 2012      | Hamburg        | Sand          | David Marrero   | Rogério Dutra da Silva Daniel Muñoz de la Nava | 6:4, 6:3          |
| 6.  | 22. September 2013 | St. Petersburg | Hartplatz (i) | David Marrero   | Dominic Inglot Denis Istomin                   | 7:66, 6:3         |
| 7.  | 11. November 2013  | London         | Hartplatz (i) | David Marrero   | Bob Bryan Mike Bryan                           | 7:5, 6:73, [10:7] |
| 8.  | 25. Februar 2018   | Rio de Janeiro | Sand          | David Marrero   | Nikola Mektić Alexander Peya                   | 5:7, 7:5, [10:8]  |

#### Finalteilnahmen
| Nr. | Datum            | Turnier   | Belag         | Partner                | Finalgegner                     | Ergebnis         |
| --- | ---------------- | --------- | ------------- | ---------------------- | ------------------------------- | ---------------- |
| 1.  | 22. Juli 2007    | Stuttgart | Sand          | Guillermo García López | František Čermák Leoš Friedl    | 4:6, 4:6         |
| 2.  | 10. Januar 2009  | Brisbane  | Hartplatz     | Mischa Zverev          | Marc Gicquel Jo-Wilfried Tsonga | 4:6, 3:6         |
| 3.  | 28. Oktober 2012 | Valencia  | Hartplatz (i) | David Marrero          | Alexander Peya Bruno Soares     | 3:6, 2:6         |
| 4.  | 12. April 2014   | Houston   | Sand          | David Marrero          | Bob Bryan Mike Bryan            | 6:4, 4:6, [9:11] |

## Grand-Slam-Bilanz

### Einzel
| Turnier1                   | 2023 | 2022 | 2021 | 2020  | 2019  | 2018 | 2017  | 2016  | 2015  | 2014  | 2013  | 2012  | 2011  | 2010  | 2009  | 2008  | 2007  | 2006  | 2005  | 2004  | 2003 | 2002 | 2001 | 2000 | Gesamt  |
| -------------------------- | ---- | ---- | ---- | ----- | ----- | ---- | ----- | ----- | ----- | ----- | ----- | ----- | ----- | ----- | ----- | ----- | ----- | ----- | ----- | ----- | ---- | ---- | ---- | ---- | ------- |
| Australian Open            | Q2   | –    | –    | 3R    | 3R    | 2R   | 1R    | 2R    | 3R    | 2R    | 3R    | 1R    | AF    | AF    | HF    | 2R    | 2R    | 2R    | 2R    | 1R    | –    | –    | –    | –    | HF      |
| French Open                | –    | Q2   | 1R   | –     | 2R    | AF   | AF    | 3R    | 2R    | AF    | 2R    | 3R    | 3R    | AF    | AF    | AF    | AF    | 2R    | 1R    | 2R    | –    | –    | –    | –    | AF      |
| Wimbledon                  | –    | 1R   | 1R   | n. a. | AF    | 1R   | 1R    | 1R    | 3R    | 1R    | VF    | 3R    | 2R    | 1R    | AF    | AF    | 3R    | AF    | 2R    | 2R    | 1R   | –    | –    | –    | VF      |
| US Open                    | –    | 1R   | Q2   | –     | 2R    | 3R   | 2R    | 1R    | 2R    | 2R    | 1R    | 3R    | 3R    | VF    | VF    | 3R    | 3R    | 3R    | AF    | 2R    | 3R   | –    | –    | –    | VF      |
| Gewonnene Einzel-Titel     | 0    | 0    | 0    | 0     | 0     | 0    | 0     | 1     | 0     | 1     | 0     | 0     | 0     | 2     | 1     | 1     | 0     | 0     | 0     | 1     | 0    | 0    | 0    | 0    | 7       |
| Gesamt-Siege/-Niederlagen2 | 0:5  | 5:11 | 2:8  | 6:7   | 26:27 | 6:4  | 29:25 | 29:26 | 24:26 | 26:20 | 29:23 | 32:22 | 36:24 | 43:22 | 52:25 | 47:27 | 34:28 | 32:26 | 35:28 | 31:25 | 7:12 | 1:2  | 0:0  | 0:0  | 559:447 |
| Jahresendposition          | 651  | 124  | 154  | 65    | 49    | 28   | 35    | 42    | 49    | 33    | 30    | 24    | 24    | 9     | 9     | 16    | 26    | 35    | 33    | 36    | 107  | 173  | 462  | 1334 | N/A     |

Zeichenerklärung: S = Turniersieg; F, HF, VF, AF = Einzug ins Finale / Halbfinale / Viertelfinale / Achtelfinale; 1R, 2R, 3R = Ausscheiden in der 1. / 2. / 3. Hauptrunde bzw. Q1, Q2, Q3 = Ausscheiden in der 1. / 2. / 3. Qualifikationsrunde
1 Turnierresultat in Klammern bedeutet, dass der Spieler das Turnier noch nicht beendet hat; es zeigt seinen aktuellen Turnierstatus an. Nachdem der Spieler das Turnier beendet hat, wird die Klammer entfernt.

2 Stand: Saisonende 2023